# Homoplectra spora
Homoplectra spora là một loài Trichoptera trong họ Hydropsychidae. Chúng phân bố ở miền Tân bắc.